# Bourse d'Islande
La bourse d'Islande (en islandais: Kauphöll Íslands - ICEX) fut fondée en 1985 à la suite du regroupement de plusieurs banques en une entreprise commune sur l'initiative de la banque centrale islandaise. Elle commence son activité en 1986 par des emprunts d'État. Le marché d'actions débute quant à lui en 1990.
Durant la crise financière de 2008, la bourse islandaise connut surement les pires déboires au monde. Le mardi 14 octobre 2008, l'indice perd 76,13 %. Cela était dû à la dégringolade boursière des valeurs bancaires dans le monde. 